# Lista de prêmios e indicações recebidos por Amy Winehouse
A lista de prêmios e indicações recebidos por Amy Winehouse, uma cantora e compositora britânica de jazz, soul e R&B, consiste em 30 prêmios vencidos de 77 indicações. A estreia de Winehouse no cenário musical britânico ocorreu em outubro de 2003, com o lançamento de Frank. O disco foi bem recebido pelos críticos musicais e, em fevereiro de 2004, concedeu à cantora as suas primeiras nomeações a prêmios: duas indicações ao BRIT Award, nas categorias "Melhor Artista Feminina Britânica" e "Melhor Ato de Música Urbana". A sua primeira vitória ocorreu, no entanto, em maio; no Ivor Novello Award, ela conquistou o troféu "Melhor Canção Contemporânea", por "Stronger Than Me", o seu single de estreia. Entre 2004 e 2005, Winehouse apareceu entre os indicados a outras duas premiações, porém, sem obter êxito em todas.
A consagração internacional da cantora somente aconteceu após o lançamento do disco Back to Black, em outubro de 2006. Resultante de um relacionamento amoroso conturbado, Back to Black foi aclamado pelos críticos e registrou êxito em vendas, e concedeu à intérprete 63 indicações e 27 vitórias entre 2007 e 2009. Foi com esse disco que Winehouse venceu o seu primeiro BRIT Awards, em fevereiro de 2007, e estabeleceu-se, à época, como a artista feminina britânica mais premiada em apenas uma edição do Grammy Award, em fevereiro de 2008, com cinco troféus, entre os quais "Canção do Ano", "Gravação do Ano" e "Artista Revelação". "Rehab", o primeiro single do material e a canção-assinatura de Winehouse, foi responsável por sete das supracitadas conquistas nesse período e por treze nomeações. Outros singles de Back to Black que se destacaram em cerimônias de entrega de prêmio foram "You Know I'm No Good", "Love Is a Losing Game" e a faixa homônima. Juntos, eles garantiram à intérprete três nomeações e uma vitória.
Após o falecimento da cantora devido à ingestão excessiva de bebidas alcoólicas, em 2011, seis foram as vezes em que o seu nome estampou os telões das premiações como um dos indicados, a maior parte fruto do lançamento da compilação Lioness: Hidden Treasures, editada em dezembro de 2011, e os seus singles. As cerimônias e os anos em questão foram o Grammy Award — em 2012 e 2013 —, o BRIT Award — em 2013 e 2016 —, o Soul Train Music Award e o Echo Music Award — ambos em 2012. Somente a primeira, no primeiro ano mencionado, e a última citadas concederam o troféu à intérprete.

## BRIT Awards
O BRIT Award é uma premiação musical realizada pela associação British Phonographic Industry (BPI) desde 1977, no Reino Unido. Amy Winehouse recebeu oito indicações, duas das quais postumamente e uma por sua colaboração com Mark Ronson — a canção "Valerie" —, tendo vencido um troféu. Segue-se abaixo a lista completa:
| Ano  | Nomeação                    | Categoria                           | Resultado |
| ---- | --------------------------- | ----------------------------------- | --------- |
| 2004 | Amy Winehouse               | "Melhor Ato de Música Urbana"       | Nomeado   |
| 2004 | Amy Winehouse               | "Melhor Artista Feminina Britânica" | Nomeado   |
| 2005 | Amy Winehouse               | "Melhor Artista Feminina Britânica" | Nomeado   |
| 2007 | Amy Winehouse               | "Melhor Artista Feminina Britânica" | Venceu    |
| 2007 | Back to Black               | "Melhor Álbum Britânico"            | Nomeado   |
| 2008 | "Valerie" (com Mark Ronson) | "Melhor single Britânico"           | Nomeado   |
| 2013 | Amy Winehouse               | "Melhor Artista Feminina Britânica" | Nomeado   |
| 2016 | Amy Winehouse               | "Melhor Artista Feminina Britânica" | Nomeado   |

## Danish Music Awards
O Danish Music Award é uma cerimônia de entrega de prêmios realizada pela IFPI da Dinamarca desde 1989. Amy Winehouse recebeu uma indicação, vencendo-a. Segue-se abaixo a lista completa:
| Ano  | Nomeação      | Categoria                    | Resultado |
| ---- | ------------- | ---------------------------- | --------- |
| 2008 | Back to Black | "Melhor Álbum Internacional" | Venceu    |

## Echo Music Awards
O Echo Music Award é uma premiação alemã realizada anualmente pela associação Deutsche Phono-Akademie desde 1992. Os indicados são avaliados pelo desempenho comercial de seus discos e singles ao longo do ano precedente àquele em que a edição é realizada, de modo que o vencedor é o recordista de vendas. Amy Winehouse recebeu cinco nomeações, tendo vencido três prêmios. Segue-se abaixo a lista completa:
| Ano  | Nomeação      | Categoria                               | Resultado |
| ---- | ------------- | --------------------------------------- | --------- |
| 2008 | Amy Winehouse | "Melhor Artista Feminina Internacional" | Nomeado   |
| 2008 | Back to Black | "Álbum do Ano"                          | Nomeado   |
| 2009 | Back to Black | "Álbum do Ano"                          | Venceu    |
| 2009 | Amy Winehouse | "Melhor Artista Feminina Internacional" | Venceu    |
| 2012 | Amy Winehouse | "Echo Hall of Fame"                     | Venceu    |

## Elle Style Awards
O Elle Style Award é uma premiação realizada anualmente em Londres, Inglaterra, pela revista francesa Elle e visa homenagear personalidades das áreas fashion, design e entretenimento cujas façanhas consagraram-nas notáveis. Amy Winehouse foi indicada a duas categorias, tendo-as conquistado. Segue-se abaixo a lista completa:
| Ano  | Nomeação      | Categoria                 | Resultado |
| ---- | ------------- | ------------------------- | --------- |
| 2007 | Amy Winehouse | "Melhor Mulher Britânica" | Venceu    |
| 2007 | Back to Black | "Álbum do Ano"            | Venceu    |

## Glamour Awards
O Glamour Award é uma cerimônia de entrega de prêmios realizada anualmente pela revista britânica Glamour desde 2003. Amy Winehouse foi nomeada apenas uma vez, tendo-se tornado vitoriosa. Segue-se abaixo a lista completa:
| Ano  | Nomeação      | Categoria                              | Resultado |
| ---- | ------------- | -------------------------------------- | --------- |
| 2007 | Amy Winehouse | "Melhor Artista Solo Britânico do Ano" | Venceu    |

## Grammy Awards
O Grammy Award é a premiação mais prestigiosa da industria musical realizada anualmente pela organização The Recording Academy, nos Estados Unidos da América, desde 1958. Durante a edição de 2008, Winehouse consagrou-se como a cantora britânica mais premiada em apenas uma cerimônia do Grammy Award, com cinco troféus. Ao todo, Amy Winehouse recebeu oito indicações, duas das quais postumamente, tendo vencido seis troféus — um por sua colaboração com Tony Bennett, a canção "Body and Soul", após o seu falecimento. Segue-se abaixo a lista completa:
| Ano  | Nomeação                           | Categoria                                 | Resultado |
| ---- | ---------------------------------- | ----------------------------------------- | --------- |
| 2008 | Amy Winehouse                      | "Artista Revelação"                       | Venceu    |
| 2008 | Back to Black                      | "Álbum do Ano"                            | Nomeado   |
| 2008 | Back to Black                      | "Melhor Álbum Vocal pop"                  | Venceu    |
| 2008 | "Rehab"                            | "Canção do Ano"                           | Venceu    |
| 2008 | "Rehab"                            | "Gravação do Ano"                         | Venceu    |
| 2008 | "Rehab"                            | "Melhor Performance Vocal pop Feminina"   | Venceu    |
| 2012 | "Body and Soul" (com Tony Bennett) | "Melhor Performance pop Por Duo ou Grupo" | Venceu    |
| 2013 | "Cherry Wine" (com Nas)            | "Melhor Colaboração de rap"               | Nomeado   |
| 2016 | Amy                                | "Melhor Vídeo Musical Longo"              | Venceu    |

## Greatest Britons Awards
O Greatest Britons Award é uma cerimônia de entrega de prêmios realizada pelo tabloide britânico The Daily Telegraph desde 2004. Amy Winehouse recebeu uma indicação, vencendo-a. Segue-se abaixo a lista completa:
| Ano  | Nomeação      | Categoria                   | Resultado |
| ---- | ------------- | --------------------------- | --------- |
| 2007 | Amy Winehouse | "Realização Musical do Ano" | Venceu    |

## Ivor Novello Awards
O Ivor Novello Award é uma premiação britânica realizada anualmente pela British Academy of Composers and Songwriters desde 1955, que homenageia não os intérpretes mas os compositores das canções. Durante a edição de 2008, Winehouse consagrou-se como o primeiro artista a ter duas canções indicadas à mais importante categoria da premiação, "Melhor Canção Lírica e Musicalmente". Ao todo, Amy Winehouse recebeu cinco indicações e três prêmios. Segue-se abaixo a lista completa:
| Ano  | Nomeação                | Categoria                             | Resultado |
| ---- | ----------------------- | ------------------------------------- | --------- |
| 2004 | "Stronger Than Me"      | "Melhor Canção Contemporânea"         | Venceu    |
| 2007 | "Rehab"                 | "Melhor Canção Contemporânea"         | Venceu    |
| 2008 | "Rehab"                 | "Canção Mais Exitosa"                 | Nomeado   |
| 2008 | "Love Is A Losing Game" | "Melhor Canção Lírica e Musicalmente" | Venceu    |
| 2008 | "You Know I'm No Good"  | "Melhor Canção Lírica e Musicalmente" | Nomeado   |

## Los Premios MTV Latinoamérica
Os Premios MTV Latinoamérica são uma cerimônia de entrega de prêmios realizada pela MTV da América Latina, no México, desde 2002. Amy Winehouse recebeu duas indicações, mas perdeu-as. Segue-se abaixo a lista completa:
| Ano  | Nomeação      | Categoria                          | Resultado |
| ---- | ------------- | ---------------------------------- | --------- |
| 2007 | Amy Winehouse | "Melhor Revelação Internacional"   | Nomeado   |
| 2008 | Amy Winehouse | "Melhor Artista pop Internacional" | Nomeado   |

## Mercury Prize Awards
O Mercury Prize Award é uma cerimônia de entrega de prêmios anual realizada pelas associações British Phonographic Industry (BPI) e British Association of Record Dealers (BARD), que concede o troféu de "Álbum do Ano" a artistas britânicos ou irlandeses. Amy Winehouse recebeu duas indicações, mas não obteve êxito em ambas. Segue-se abaixo a lista completa:
| Ano  | Nomeação      | Categoria      | Resultado |
| ---- | ------------- | -------------- | --------- |
| 2004 | Frank         | "Álbum do Ano" | Nomeado   |
| 2007 | Back to Black | "Álbum do Ano" | Nomeado   |

## Meteor Music Awards
O Meteor Music Award foi uma cerimônia de entrega de prêmios realizada pela empresa MCD Productions, na Irlanda, entre 2001 e 2010. Amy Winehouse foi nomeada apenas uma vez, tendo-se tornado vitoriosa. Segue-se abaixo a lista completa:
| Ano  | Nomeação      | Categoria                      | Resultado |
| ---- | ------------- | ------------------------------ | --------- |
| 2008 | Amy Winehouse | "Melhor Cantora Internacional" | Venceu    |

## MOBO Awards
O MOBO Award é uma premiação musical fundada por Kanya King e Andy Ruffell, em 1996, no Reino Unido, que visa reconhecer artistas de música negra independente de suas raças e nacionalidades. Amy Winehouse recebeu seis indicações, das quais venceu uma. Segue-se abaixo a lista completa:
| Ano  | Nomeação        | Categoria                           | Resultado |
| ---- | --------------- | ----------------------------------- | --------- |
| 2004 | Amy Winehouse   | "Melhor Artista de jazz"            | Nomeado   |
| 2004 | Amy Winehouse   | "Melhor Artista Britânico do Ano"   | Nomeado   |
| 2007 | Amy Winehouse   | "Melhor Cantora de R&B"             | Nomeado   |
| 2007 | Amy Winehouse   | "Melhor Artista Feminina Britânica" | Venceu    |
| 2007 | "Rehab"         | "Melhor Canção"                     | Nomeado   |
| 2007 | "Back to Black" | "Melhor Vídeo Musical"              | Nomeado   |

## MOJO Awards
O MOJO Award foi uma cerimônia de entrega de prêmios britânica realizada pela revista conterrânea Mojo entre 2004 e 2010. Amy Winehouse recebeu três indicações, tendo vencido uma delas. Segue-se abaixo a lista completa:
| Ano  | Nomeação      | Categoria                     | Resultado |
| ---- | ------------- | ----------------------------- | --------- |
| 2007 | Amy Winehouse | "Melhor Apresentação Ao Vivo" | Nomeado   |
| 2007 | "Rehab"       | "Canção do Ano"               | Venceu    |
| 2007 | Back to Black | "Álbum do Ano"                | Nomeado   |

## MTV Europe Music Awards
O MTV Europe Music Award é uma cerimônia de entrega de prêmios realizada anualmente pelo conglomerado de mídia americano Viacom Media Networks em diversas nações europeias desde 1994. A maior parte dos indicados são avaliados pelos telespectadores da MTV, que votam on-line em seu escolhido, embora algumas categorias contenham jurados especializados. Amy Winehouse recebeu cinco indicações, das quais venceu uma. Segue-se abaixo a lista completa:
| Ano  | Nomeação      | Categoria                              | Resultado |
| ---- | ------------- | -------------------------------------- | --------- |
| 2007 | Back to Black | "Álbum do Ano"                         | Nomeado   |
| 2007 | "Rehab"       | "Canção Mais Viciante"                 | Nomeado   |
| 2007 | Amy Winehouse | "Escolha dos Artistas"                 | Venceu    |
| 2007 | Amy Winehouse | "Melhor Artista Britânico ou Irlandês" | Nomeado   |
| 2008 | Amy Winehouse | "Arista do Ano"                        | Nomeado   |

## MTV Video Music Awards
O MTV Video Music Award é uma cerimônia de entrega de prêmios realizada anualmente pela MTV desde 1984, nos Estados Unidos da América. Amy Winehouse recebeu três indicações, mas falhou em obter êxito em todas. Segue-se abaixo a lista completa:
| Ano  | Nomeação      | Categoria                 | Resultado |
| ---- | ------------- | ------------------------- | --------- |
| 2007 | Amy Winehouse | "Artista Feminina do Ano" | Nomeado   |
| 2007 | Amy Winehouse | "Artista Revelação"       | Nomeado   |
| 2007 | "Rehab"       | "Vídeo do Ano"            | Nomeado   |

## MTV Video Music Awards Japan
O MTV Video Music Award Japan é uma premiação musical realizada pela MTV do Japão desde 2002. Trata-se de uma versão da edição americana homônima. Amy Winehouse recebeu uma indicação, mas perdeu-a. Segue-se abaixo a lista completa:
| Ano  | Nomeação | Categoria                                       | Resultado |
| ---- | -------- | ----------------------------------------------- | --------- |
| 2008 | "Rehab"  | "Melhor Vídeo Musical Por Um Artista Revelação" | Nomeado   |

## MTV Video Music Brasil
O MTV Video Music Brasil foi uma cerimônia de entrega de prêmios realizada pela MTV Brasil entre 1995 e 2012. Amy Winehouse recebeu duas indicações, mas falhou em obter êxito em todas. Segue-se abaixo a lista completa:
| Ano  | Nomeação      | Categoria               | Resultado |
| ---- | ------------- | ----------------------- | --------- |
| 2007 | Amy Winehouse | "Artista Internacional" | Nomeado   |
| 2008 | Amy Winehouse | "Artista Internacional" | Nomeado   |

## MTV-U Woodie Awards
O MTV-U Woodie Award é uma cerimônia de entrega de prêmios realizada pela MTV-U desde 2004, que visa ao reconhecimento de artistas dedicados a estilos musicais alternativos, tais quais os gêneros independentes e folclóricos. Amy Winehouse recebeu uma indicação, mas falhou em obter êxito. Segue-se abaixo a lista completa:
| Ano  | Nomeação      | Categoria           | Resultado |
| ---- | ------------- | ------------------- | --------- |
| 2007 | Amy Winehouse | "Queridinha do Ano" | Nomeado   |

## NME Awards USA
O NME Awards USA foi a primeira e única edição da premiação britânica NME Awards realizada pela revista NME nos Estados Unidos da América, em 23 de abril de 2008. Amy Winehouse recebeu uma indicação, mas perdeu-a. Segue-se abaixo a lista completa:
| Ano  | Nomeação      | Categoria                           | Resultado |
| ---- | ------------- | ----------------------------------- | --------- |
| 2008 | Amy Winehouse | "Melhor Artista Solo Internacional" | Nomeado   |

## NRJ Music Awards
O NRJ Music Awards é uma premiação musical realizada anualmente pela rede televisiva TF1 e pela rádio NRJ, em Cannes, em França, desde 2000. Amy Winehouse recebeu duas indicações, mas foi derrotada em ambas. Segue-se abaixo a lista completa:
| Ano  | Nomeação      | Categoria                        | Resultado |
| ---- | ------------- | -------------------------------- | --------- |
| 2008 | Amy Winehouse | "Revelação Internacional do Ano" | Nomeado   |
| 2008 | Back to Black | "Álbum Internacional do Ano"     | Nomeado   |

## Pazz & Jop Village Voice's
O Pazz & Jop Village Voice's é uma premiação musical realizada pelo periódico independente americano The Village Voice desde 1971 e homenageia os melhores álbuns e canções dos respectivos anos em que a sua edição é realizada. Amy Winehouse recebeu uma indicação, vencendo-a. Segue-se abaixo a lista completa:
| Ano  | Nomeação | Categoria       | Resultado |
| ---- | -------- | --------------- | --------- |
| 2007 | "Rehab"  | "Canção do Ano" | Venceu    |

## POPJustice £20 Music Prize
O POPJustice £20 Music Prize é uma cerimônia de entrega de prêmios realizada pelo site POPJustice desde 2003 e homenageia os singles lançados por artistas britânicos ao longo do ano precedente à edição. Amy Winehouse recebeu uma indicação, vencendo-a. Segue-se abaixo a lista completa:
| Ano  | Nomeação | Categoria                            | Resultado |
| ---- | -------- | ------------------------------------ | --------- |
| 2007 | "Rehab"  | "Melhor Single pop Britânico do Ano" | Venceu    |

## Premios Los 40 Principales
Os Premios Los 40 Principales são uma premiação espanhola cuja primeira edição foi realizada em 1966 pela estação radiofônica Los 40 Principales, mas celebrada anualmente somente a partir de 2006. Amy Winehouse recebeu duas indicações, perdendo-as. Segue-se abaixo a lista completa:
| Ano  | Nomeação      | Categoria                      | Resultado |
| ---- | ------------- | ------------------------------ | --------- |
| 2008 | Amy Winehouse | "Melhor Artista Internacional" | Nomeado   |
| 2008 | "Rehab"       | "Melhor Canção Internacional"  | Nomeado   |

## Q Awards
O Q Award é uma premiação musical realizada anualmente pela revista britânica Q desde 1990. Amy Winehouse recebeu uma indicação, vencendo-a. Segue-se abaixo a lista completa:
| Ano  | Nomeação      | Categoria             | Resultado |
| ---- | ------------- | --------------------- | --------- |
| 2007 | Back to Black | "Melhor Álbum do Ano" | Venceu    |

## Ronnie Scotts Jazz Awards
O Ronnie Scotts Jazz Award é uma cerimônia de entrega de prêmios realizada desde 2007 pelos proprietários do clube de jazz homônimo sediado em Londres, que visa homenagear artistas de jazz britânicos e internacionais. Amy Winehouse recebeu uma indicação, vencendo-a. Maiores detalhes abaixo:
| Ano  | Nomeação      | Categoria                     | Resultado |
| ---- | ------------- | ----------------------------- | --------- |
| 2007 | Back to Black | "Melhor Álbum Crossover Jazz" | Venceu    |

## Soul Train Music Awards
O Soul Train Music Award é uma cerimônia de entrega de prêmios realizada anualmente pelo programa de televisão Soul Train desde 1987 e visa homenagear cantores de música negra. Amy Winehouse recebeu uma indicação postumamente, perdendo-a. Segue-se abaixo a lista completa:
| Ano  | Nomeação            | Categoria                          | Resultado |
| ---- | ------------------- | ---------------------------------- | --------- |
| 2012 | "Our Day Will Come" | "Melhor Performance Internacional" | Nomeado   |

## South Bank Awards
O South Bank Awards é uma premiação realizada pela revista britânica The South Bank Show desde 1996. Amy Winehouse recebeu uma indicação, vencendo-a. Segue-se abaixo a lista completa:
| Ano  | Nomeação      | Categoria            | Resultado |
| ---- | ------------- | -------------------- | --------- |
| 2007 | Amy Winehouse | "Melhor Cantora pop" | Venceu    |

## Teen Choice Awards
O Teen Choice Award é uma cerimônia de entrega de prêmios realizada anualmente pela emissora televisiva Fox Broadcasting Company e homenageia personalidades cujos feitos fizeram-nas destacar-se em suas áreas, sejam estas esportiva, cinematográfica, musical ou televisiva. Os indicados são avaliados pelos telespectadores da premiação, geralmente com idade entre treze e dezenove anos. Amy Winehouse recebeu uma indicação, perdendo-a. Segue-se abaixo a lista completa:
| Ano  | Nomeação      | Categoria                  | Resultado |
| ---- | ------------- | -------------------------- | --------- |
| 2007 | Amy Winehouse | "Destaque Feminino do Ano" | Nomeado   |

## Urban Music Awards
O Urban Music Award é uma cerimônia de entrega de prêmios britânica fundada em 1999 cuja primeira edição apenas ocorreu em 2003, e que homenageia cantores de música urbana, especialmente soul, hip hop, dance e R&B. Amy Winehouse recebeu duas indicações, tendo obtido êxito em uma. Segue-se abaixo a lista completa:
| Ano  | Nomeação      | Categoria                    | Resultado |
| ---- | ------------- | ---------------------------- | --------- |
| 2008 | Amy Winehouse | "Melhor Cantora de Neo-Soul" | Venceu    |
| 2009 | Amy Winehouse | "Melhor Artista Feminina"    | Nomeado   |

## Vibe Awards
O Vibe Award é uma premiação musical realizada anualmente pela revista americana Vibe e o seu proprietário, Quincy Jones, desde 2001. Amy Winehouse recebeu uma indicação, perdendo-a. Segue-se abaixo a lista completa:
| Ano  | Nomeação      | Categoria                  | Resultado |
| ---- | ------------- | -------------------------- | --------- |
| 2007 | Amy Winehouse | "Artista Revelação do Ano" | Nomeado   |

## Vodafone Live Music Awards
O Vodafone Live Music Awards é uma premiação realizada pela empresa Vodafone. Amy Winehouse recebeu duas indicações, tendo obtido êxito em uma. Segue-se abaixo a lista completa:
| Ano  | Nomeação      | Categoria                         | Resultado |
| ---- | ------------- | --------------------------------- | --------- |
| 2007 | Amy Winehouse | "Melhor Atuação Feminina Ao Vivo" | Venceu    |
| 2008 | Amy Winehouse | "Melhor Atuação Feminina Ao Vivo" | Nomeado   |

## World Music Awards
O World Music Award é uma premiação musical realizada com o apoio da organização Federação Internacional da Indústria Fonográfica (IFPI), desde 1989. Na cerimônia, são premiados os artistas recordistas de vendas mundiais. Amy Winehouse recebeu três indicações, das quais venceu uma. Segue-se abaixo a lista completa:
| Ano  | Nomeação      | Categoria                                                       | Resultado |
| ---- | ------------- | --------------------------------------------------------------- | --------- |
| 2007 | Amy Winehouse | "Artista Revelação Recordista de Vendas Mundiais"               | Nomeado   |
| 2007 | Amy Winehouse | "Artista Feminina de pop ou rock Recordista de Vendas Mundiais" | Nomeado   |
| 2008 | Amy Winehouse | "Artista Feminina de pop ou rock Recordista de Vendas Mundiais" | Venceu    |